# Raúl González Gutiérrez
Raúl González Gutiérrez (Valladolid, 1970) és un jugador d'handbol professional espanyol, ja retirat, guanyador d'una medalla olímpica.
Va néixer el 8 de gener de 1970 a la ciutat de Valladolid, capital de Castella i Lleó.
Membre del CB Valladolid, amb els quals va aconseguir una Copa del Rei i una Lliga ASOBAL, va participar, als 26 anys, en els Jocs Olímpics d'Estiu de 1996 realitzats a Atlanta (Estats Units), on va aconseguir guanyar la medalla de bronze en la competició olímpica masculina d'handbol.